# Maurice Peoples
Maurice Peoples (* 17. Dezember 1950) ist ein ehemaliger US-amerikanischer Sprinter, der sich auf den 400-Meter-Lauf spezialisiert hatte.
Bei den Olympischen Spielen 1972 in München gehörte er zum sechsköpfigen US-Aufgebot in der 4-mal-400-Meter-Staffel, kam jedoch nicht zum Einsatz, da das US-Team kein Quartett mehr ins Rennen schicken konnte, nachdem sich John Smith verletzt hatte und Vince Matthews und Wayne Collett wegen ihres Verhaltens bei der Siegerehrung gesperrt worden waren.
1973 siegte er bei den Pacific Conference Games. Bei den Panamerikanischen Spielen siegte er  1975 in Mexiko-Stadt und 1979 in San Juan mit der US-amerikanischen 4-mal-400-Meter-Stafette.
1973 und 1974 wurde er US-Meister über 400 m bzw. 440 Yards, 1978 Englischer Meister über 400 m. Für die Arizona State University startend wurde er 1973 NCAA-MEister über 440 Yards.
Seine persönliche Bestzeit über 440 Yards von 45,11 s, aufgestellt am 9. Juni 1973 in Baton Rouge, entspricht 44,85 s über 400 m.